# Echium triste
Echium triste Svent., conocida como viborina blanca, es una especie de planta herbácea anual o perenne perteneciente a la familia Boraginaceae originaria de la Macaronesia.

## Descripción

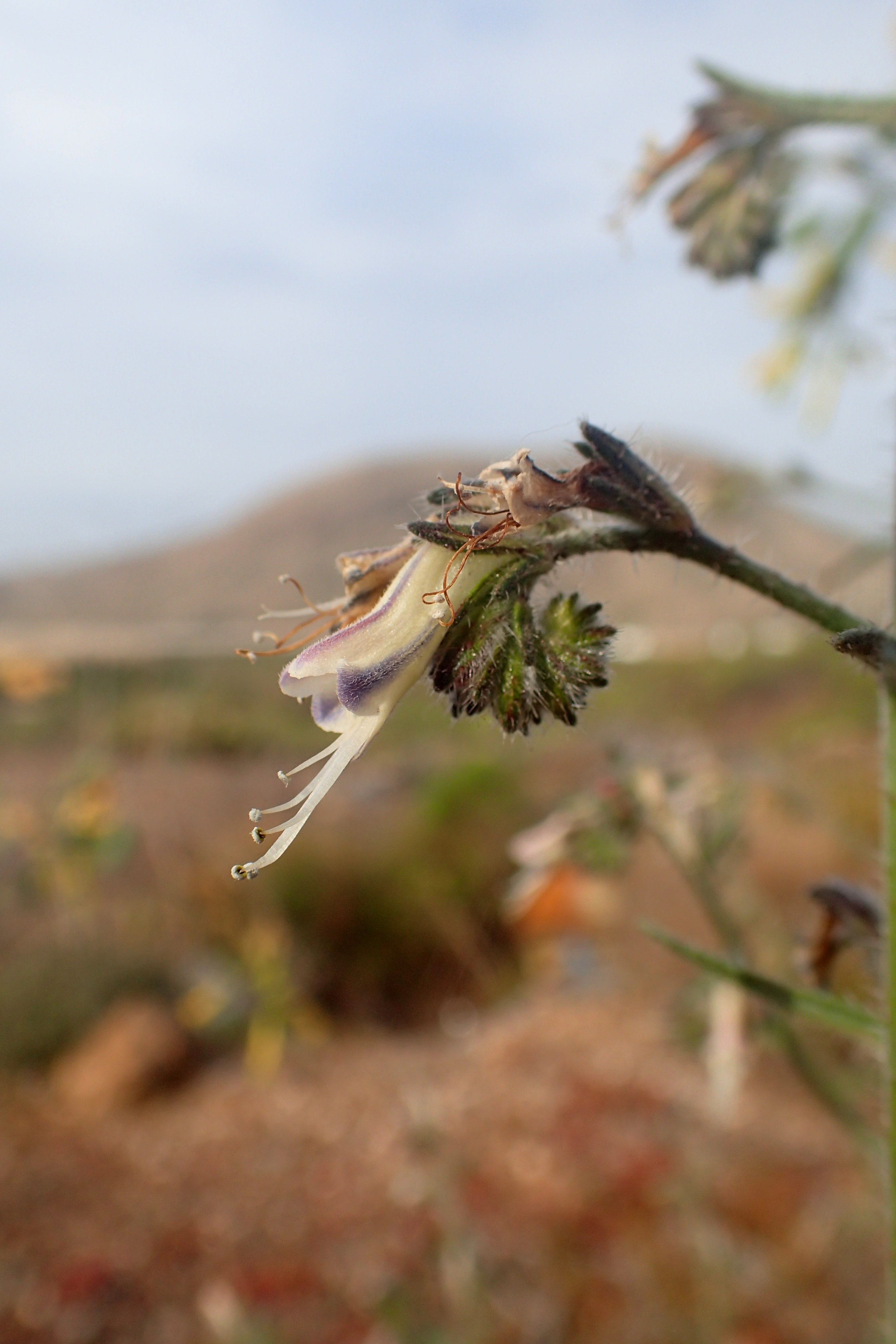
Detalle de la flor.

Pertenece al grupo de especies herbáceas de carácter anual o perenne, diferenciándose por sus hojas lineares e híspidas y por las flores, que poseen una corola de color blanco o rosado pálido, con tubo estrecho.

## Distribución y hábitat
Echium triste es un endemismo de las islas de Tenerife, La Gomera y Gran Canaria, en el archipiélago de Canarias ―España―.
Está representado por dos subespecies y una variedad:
- Echium triste triste, en Gran Canaria;[6]
- Echium triste nivariense (Svent.) Bramwell, en Tenerife y La Gomera.[7]
  - Echium triste nivariense var. gomeraeum Svent., de La Gomera.[5]

## Taxonomía
Echium triste fue descrita por Eric Ragnor Sventenius, y publicada en Additamentum ad floram canariensem en 1960.
La subespecie nivariense fue descrita y publicada por David Bramwell en Lagascalia en 1972.
Etimología
- Echium: nombre genérico que deriva del griego echion, derivado de echis que significa víbora, por la forma triangular de las semillas que recuerda vagamente a la cabeza de una víbora.[10]

- triste: epíteto latino que significa triste, con pena, falta de alegría, quizás refiriéndose a lo poco llamativo que es comparándola con otros tajinastes; o también con el significado de siniestro, funesto, amenazador, etc., aludiendo a lo intocable que es la especie debido a la cobertura por pelos punzantes.[11]

- nivariense: epíteto latino que hace referencia a Nivaria, nombre antiguo de la isla de Tenerife.[11]

## Estado de conservación
Está incluida como «de protección especial» en el Anexo IV del Catálogo Canario de Especies Protegidas y en el Anexo II de la Orden de 20 de febrero de 1991 sobre protección de especies de la flora vascular silvestre de la Comunidad Autónoma de Canarias.

## Nombres comunes
Se conoce como viborina blanca por el color de sus flores.